# 교전단체
교전단체(交戰團體, belligerent)는 내전과 같은 상황에서 외국 정부에게 승인을 받아 교전권을 가진 단체이다.
내전 발생시 정부군과 반군 사이의 관계는 국내 관계이다. 그러나 외국인에게는 반군이 점령하고 실질적으로 권리를 행사하고 있는 지역에 자국민이 거주하고 있거나 해당 지역과 무역을 하고 있는 경우 이러한 재외권익 보호를 위해 반군과 협상하고 약정의 체결이나 보증을 얻을 필요가 있다. 현지 지배권을 잃은 기존정부는 외국이 반군과 접촉하는 경우 이를 저지하지도 보장하지도 못하고 실질적으로 용인하게 된다. 또한 내전이 진행되어 반군이 세력을 확대하면 기존 정부와 외국 정부는 반군을 교전단체로 승인할 수 있다. 교전 단체 승인을 한 외국 국적의 사람은 기존 정부와 반군 단체에게 중립국 권리를 보장받지만, 다른 한편으로 기존 정부와 반군 단체 모두에게 중립 의무를 진다. 또한 교전단체 승인 이후에는 내전이 국제법상의 교전행위로 간주되어 국내법 대신 전시국제법이 적용된다. 때문에 교전단체는 외국과 협정을 체결하거나 불법적인 전투행위를 하면 국제책임을 지게 된다. 반대로 교전단체 승인이 없으면 양자의 무력충돌에 국제법상 교전법규가 적용되지 않기에 국가간의 무력충돌 이상의 처참한 내전이 발생할 수도 있다.
그러나 현대에는 1949년 제네바 협약 제3조에서 "국제성을 가지지 않는 무력분쟁"에 적용되는 인도적 취급에 관한 규정이 마련되어 1970년 교전단체 승인의 유무에 관계없이 외국에게는 내전 불개입 의무가 부과되었다. 1977년 제네바 협약 제2추가의정서에서는 일반 주민의 보호 등 당사국에 부과되는 의무가 확대되었다.

## 같이 보기
- 전투원
- 침략 전쟁

## 참고 자료
- 杉原高嶺、水上千之、臼杵知史、吉井淳、加藤信行、高田映 (2008). 《現代国際法講義》. 有斐閣. ISBN 978-4-641-04640-5. 다음 글자 무시됨: ‘和書’ (도움말)
- 筒井若水 (2002). 《国際法辞典》. 有斐閣. ISBN 4-641-00012-3. 다음 글자 무시됨: ‘和書’ (도움말)
- 山本草二 (2003). 《国際法【新版】》. 有斐閣. ISBN 4-641-04593-3. 다음 글자 무시됨: ‘和書’ (도움말)